# 屠殺

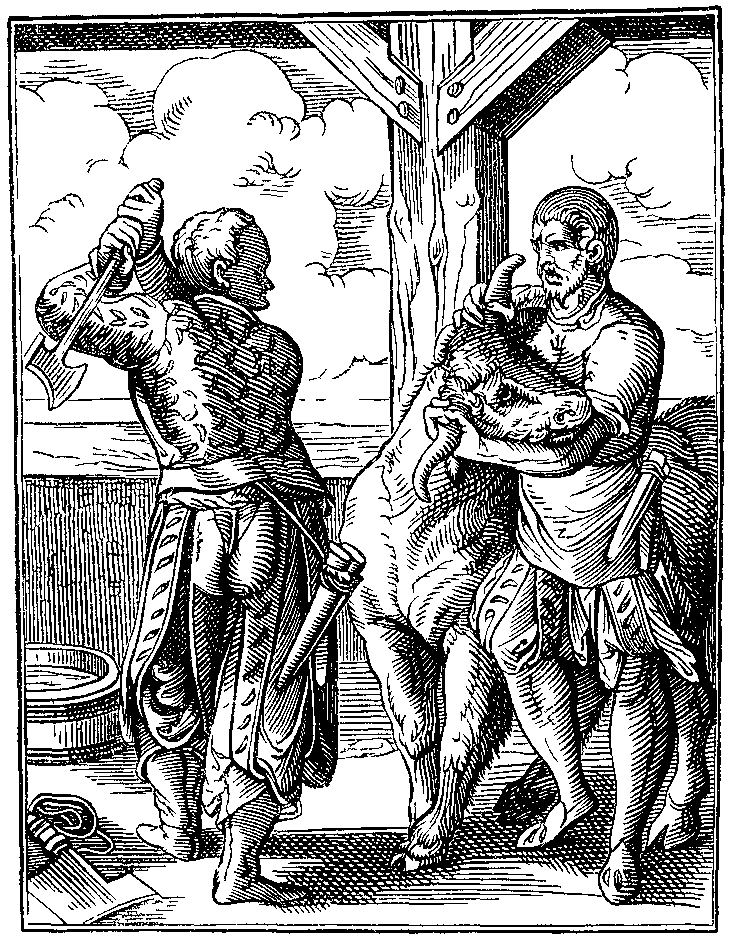
屠殺業者とその召使
ヨースト・アンマンによる銅版画（16世紀）

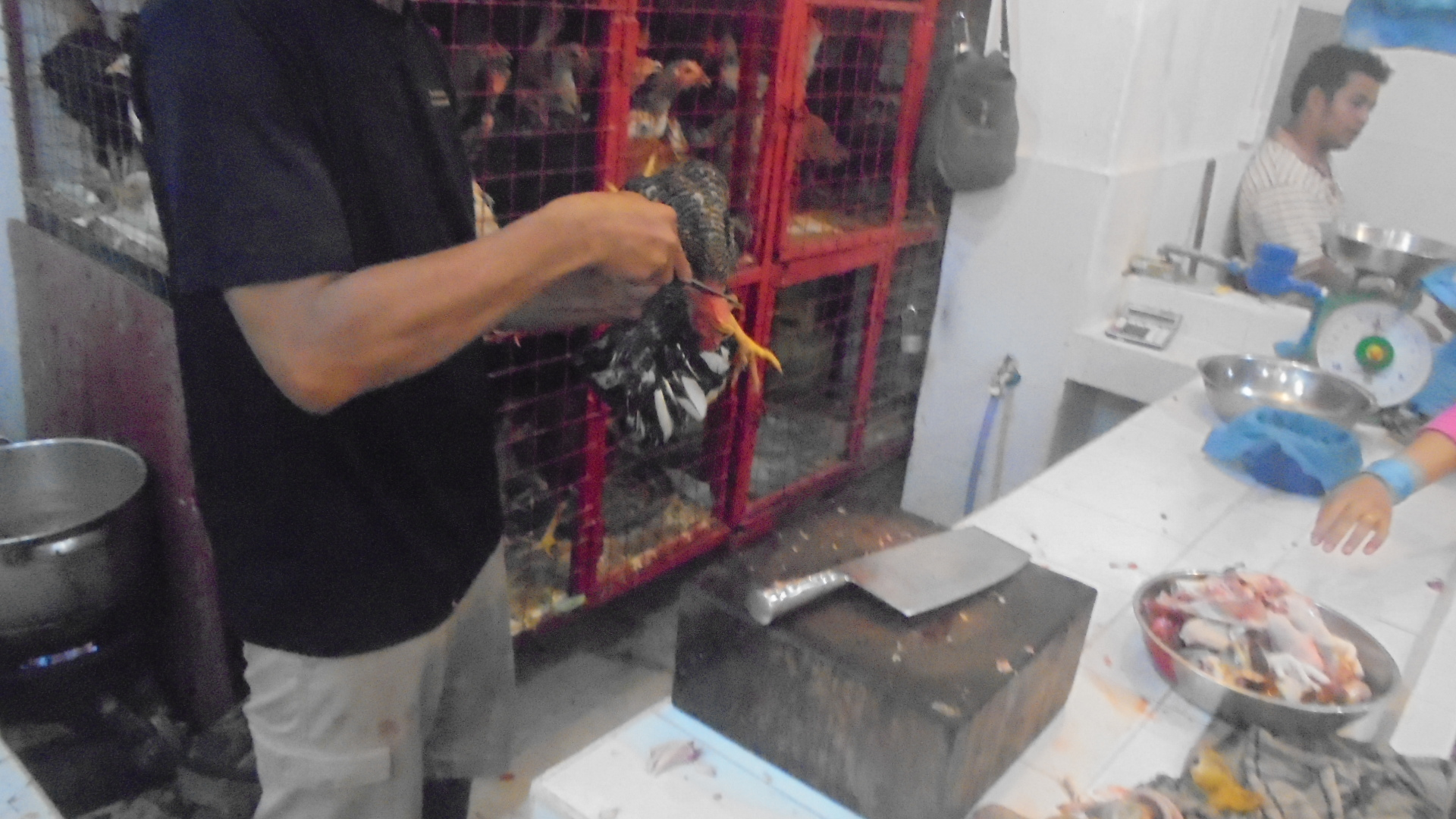
インドネシアの市場での鶏の屠殺（2015年11月）

屠殺（とさつ）または屠畜（とちく）（漢字制限され「と殺」や「と畜」とも）とは食肉・皮革などにするため家畜など動物を殺すこと。「屠」は「ほふる」意。日本の法律では「と畜場法」と表記。

## 概要
人間が家畜を飼うようになって以降、肉を食べたりその皮革を利用したりするため屠殺が行われてきた。それ以前には、野生動物を捕獲する際に致命傷を与えるなどして死亡させていたが、これは捕殺（ほさつ）とも呼ばれ、動物を捕らえるために殺す・その肉体を確保するために殺す行為（＝捕食）なので屠殺とは識別されている。口蹄疫など伝染病が感染した家畜を殺すことは殺処分と表現する。

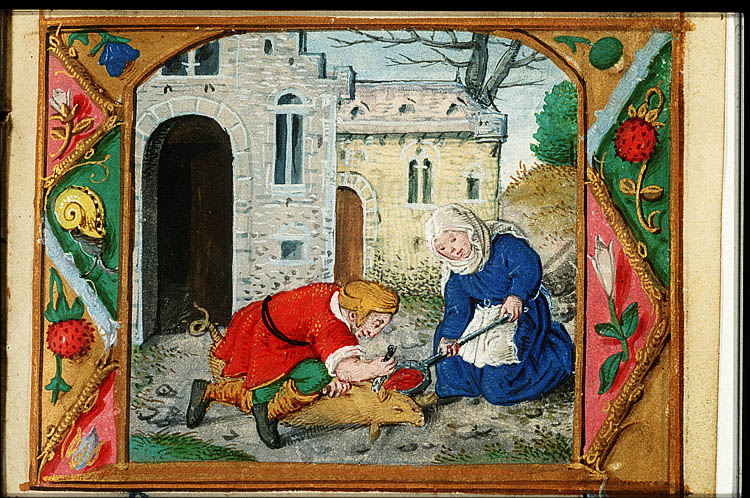
中世の農業歳時記に描かれた豚を屠殺する農民夫婦

屠殺は、社会の発展と都市構造の発生・発展に伴い、次第に分業化と一元化されるようになってきた。古くは各家庭もしくは酪農家においてなされていた屠殺が、肉屋など専門業種での屠殺へと変化し、さらに屠畜場（食肉工場）といった専門施設における集中処理となり、世間一般の目には触れないようになっていった。
これらは主に、動物の生命を絶ち食肉に加工する上で発生する血液や食品廃材といった副生成物（産業廃棄物）の処理や、あるいは食糧生産や環境に対する衛生面での配慮、加えて「殺害する」という面での倫理的な不快感といった事情にも絡んでの分業化・一元化であるが、特に宗教などの食のタブーといった理由から、特定の処置が食料生産に求められる地域では、一種の宗教的な施設であるという側面も持つ（→カシュルートやシェヒーターなど）。
方法は各国の歴史文化などにより異なる。古くはイスラム教の規則に示される方法のようにナイフで頚動脈を切る。もしくは、斧で首を切りつける方法であった。また特殊な例ではモンゴルなどで行われる心臓付近にナイフで傷をつけ、手を差し込んで心臓の血管をちぎるというものがある。屠殺前には、牛や豚を気絶させるスタニングで、とがったハンマーを使い人力で頭部を強打する方法がとられていたが、牛では打額式/機械式スタニング、豚では電気式スタニングを行うようになった。豚のスタニングに二酸化炭素を用いることがあるが、研究は二酸化炭素を用いたガススタニングが意識を失わせるのに 20 ～ 30 秒かかり、呼吸困難、粘膜の化学的熱傷を引き起こし、苦痛が多く非人道的であることを示している。そのため、代替案として、ヘリウム（He）やアルゴン（Ar）を用いたガススタニングも研究されている。
畜産では、基本的には、肉用として肥育された動物、また乳牛や繁殖用雌牛、採卵鶏などで廃用となった動物が屠畜されるが、中には病気で回復が見込めないために、本来屠畜予定ではない時期に緊急的に屠畜される場合もある。

## 同義語・類語
同義語として、大和言葉の動詞では、一般的には屠る（ほふる）があり、また〆る（しめる、一般に鶏や魚に対する表現）やおとす、捌く（さばく）、割る（わる）または潰す（つぶす、一般に鶏や牛や豚に対する表現）がある。
漢語としては、屠殺・屠畜という語の他には、食肉処理があり、また食鳥の場合は屠鳥（とちょう）、あるいは食鳥処理と呼ぶ。

## 日本における屠畜の歴史
1867年（慶応3年）5月、外国人に牛肉を供給していた中川嘉兵衛が、江戸郊外の荏原郡白金村に設立した屠牛場が、日本における最初の近代的屠場とされている。明治以降、屠場を設立する者の数は増え、日露戦争の時には全国で約1,500を数えた。しかしその設備の不完全性、また衛生上、保安上改善を要する点が多く、1906年（明治39年）に屠場法が制定された。
日本国内における牛馬の屠殺は、その歴史的な経緯から不浄な行いというイメージも付きまとい、そこには食用家畜を単なる消費という、他の肉食文化では日常の延長に存在した行為として位置づけられず、専ら被差別階級の人々が行ってきたことという解釈がなされることが多い。

### 屠殺と社会問題
屠殺は旧来、家畜を飼っている各家庭では日常的かつ普遍的に行われていたが、これが次第に世間一般から隔離されるにつれて穢れのように扱われ、差別を被った事例もある。日本でも明治時代以降の社会の変化で食肉産業が発達したが、その当時の被差別部落などの絡みもあり、家畜の屠殺や解体に従事する者が差別を被るといった社会問題が発生し、現在においても散見される。

## 方法と思想
かつてはバックヤードで民間におけると殺が行われており、家畜が路上施設で野ざらしになったり、水を与えられなかったり、乱暴な扱いをされることがあった。肉食が拡大し集中的な動物と殺が行われるようになると、公衆衛生、効率化、屠殺場従事者の労働環境への配慮などから屠殺場の改革がおこなわれるようになった。動物にストレスを与える屠殺は、筋肉に血斑（スポット）残存の原因となる。さらに動物に不要かつ過剰な苦痛を与えて暴れさせることは、従事者にとっても危険であり作業効率も悪い。そのため、食肉業としての採算と品質を確保するため、多くの社会では、より速やかに動物を絶命させる方法が研究されてきた。 1911 年にイギリスで動物正義評議会(後の人道的屠殺協) が設立され、屠殺場における動物福祉の導入が図られるようになった。
動物の権利運動を行うヘルムート・F・カプランは、気絶処理無しでの失血死について描写し、拷問だとして批判している。牛や豚などを屠殺する場合、炭酸ガス中毒や、頭部への打撃や感電などで気絶せしめた後に、首の動脈を切断して失血死させるが、気絶処理に失敗することもある。宗教と殺では気絶処理無しで失血死させる場合もある。イスラム圏などでは宗教的なハラールの教義から、古い伝統的な屠殺方法を取っており、動物が生きた状態で後肢に綱を掛け頭部を下にして吊るしたら、間を入れずに動脈を切断し、ある程度は空中で暴れさせて急速に失血死させる。気絶処理なしでの屠殺は動物福祉上問題視されている。
失血死、または血抜きでは、肉に残る血液が最小限となり、肉の劣化や腐敗を遅らせる効果もあっての事で、特に冷蔵庫が普及する以前では、鮮度の低下で廃棄される肉を最小限に抑えるための技術でもあった。
その後、死後硬直の現象が起こる。死亡直後の筋肉は軟らかいが、時間経過により筋肉を構成するタンパク質が状態変化し硬くなってくる。筋肉への酸素の供給が絶たれると、好気的な代謝は停止するが、嫌気的な代謝は継続して行われる。つまり肉中のATPが消費され、グリコーゲンが嫌気的に分解されて乳酸を生成する。これによって徐々に肉のpHが低下する。最低到達pHは、牛、豚でpH5.5付近、鶏でpH6.0である。最低到達pHになると嫌気的な代謝も阻害されるため、それ以下にpHが下がることはない。pHの低下に伴い、筋源繊維タンパク質であるミオシンとアクチンが強く結合してアクトミオシンを生成し、硬い状態になる。死後硬直中の肉は硬く、保水力も悪い。
屠殺の後、非可食部位やその他の副生物は取り除かれ、残ったものを枝肉と呼ぶ。牛や豚などの肉畜の場合は、正中線に沿って左右に切断される。このように左右に切断されたそれぞれを半丸枝肉と呼ぶ。ニワトリなどのように、枝肉の形態をとらないものもある。屠畜の後、屠体もしくは枝肉は冷却される。冷却ののち、屠体や枝肉のままでは流通に適さない場合、さらに部位ごとに解体する。
肉食という行為は、動物の生命を奪う事で自らの生命を永らえさせるものである。このため犠牲となる動物に感謝を捧げる思想も見られ、その感謝の意味で苦しませる事への忌避も見られる。その延長で動物の苦痛に対しても言及している文化もあり、例えばユダヤ教では「一回の切断で致命傷を与える（何度も切り付けない）」ために、屠殺に使う刃物（ナイフ）は「良く研磨されているもの」と定めている。これは「よく切れる刃物で切り傷を負った場合は、一時的な麻痺により負傷直後は余り痛みを感じない（後に治る過程での痛みはある）が、切れ味の悪い刃物で怪我をすると、切った直後から酷く痛む」という人間自身の経験によるものであると考えられる。多くの文明社会では、畜肉に対する感謝を表す人間の活動が大なり小なり見られ、感謝祭や慰霊などといった宗教行事にも関連している。
日本国内で実施された「ウシ・ブタ・ニワトリ等の畜産動物の肉を食べること」についてどの程度容認できるかというアンケートでは50.4％が容認できる、28.3％がある程度容認できる、16％がどちらともいえない、2.8％があまり許容できない、2.6％が許容できないと回答。
牛を食べないヒンズー教徒が多いインドでは、州法で牛のと殺を禁止している州もある。

## 競走馬の屠殺
食用・加工用の家畜ではなく、競走馬など他の目的で飼育されていた動物が、結果的に屠殺される場合もある。
競走馬が成績低迷や高齢などを理由に競走生活を引退した後は、繁殖馬、乗馬クラブや学校の馬術部等での乗用、動物園などの観光用、研究用などに転用、あるいは功労馬として余生を送る馬も存在するが、その割合は少数であり、大半の競走馬は屠殺されているのが実情である（参考→乗馬#「乗馬への転身」の隠語）。功労馬でなくても牧場で余生を送る様に計らう馬主も存在し、余生を送ることが出来るか否かの判断は、経済的合理判断と共に多分に馬主のパーソナリティや牧場所有の有無などに負うところが多い。
屠殺後の用途として、馬肉に回される場合もある。日本では馬肉は「桜肉」と呼ばれ、古くから栄養豊富な食肉として、また「ニューコンミート」（→コンビーフ）のような代用食として親しまれている。ただし、江戸時代には生きた牛馬の屠殺は幕府の禁制の対象であり、自然死や事故死のものが「薬」にされた。食肉も禁制であったため、「薬」と称された。他の用途としては家畜用飼料やウマの項を参照のこと。
日本で桜肉として流通しているのはペルシュロン、ブルトン、ベルジャンの混血種である日本輓系種を屠殺したものがほとんどである。これらは当初から食肉を目的に生産されるものと、ばんえい競走の競走馬を目的に生産されたものの、能力検定に不合格となったり馬主としての買い手が見つからないなどの理由で食肉に回されるものがある。またばんえい競走の競走馬でありながら、腸閉塞等の不慮の事故で斃死した馬は、そのまま桜肉として加工して厩舎関係者に配り、食する形で供養するという習慣が現在でもあるが、この習慣はサラブレッドなどの軽種馬の競馬の関係者の間ではみられない。
屠殺以外の殺処分においては、たとえ重度の負傷をした場合でも食用・加工用を前提としない薬物による安楽死処分が一般的である。殺処分の方法を選ぶ必要はあるものの、屠殺により馬資源を活用する方が本来は合理的ではあるのだが、競馬場内で重傷を負った馬を屠殺場へ移動させるというのは感情的な反発も強い。また1973年（昭和48年）10月に動物愛護法が制定され苦痛を伴う殺処分が法律により禁止された。
足を傷めることは競走馬全般において問題ではあるが、ことサラブレッドの場合は「速く走ること」に特化して品種改良が続けられた結果、その足はきわめて繊細なものであり、負傷に弱い。足を傷めると負傷が蹄までもを侵し、更に残った問題の無い足に負担が余計に掛かって関節炎などを併発、結果的に悶え苦しみ最悪の場合には衰弱死するか痛みでショック死する場合もある。このため予後不良と診断された競走馬は、動物愛護の見地から安楽死されることがある（→蹄葉炎）。
ウマの屠殺に否定的なアメリカ合衆国では、エクセラーやファーディナンドといった有名な競走馬が、それぞれ輸出先のスウェーデンと日本で屠殺され、市場に流通するなどした。同事件は米国内で問題視され、米下院で馬の屠殺禁止法案が可決されている。その他にも中央競馬の八大競走で優勝したにも関わらず、日本中央競馬会の施設に送られず、行方不明になった馬も存在した。また、重賞レースを勝っているにもかかわらず、功労馬繋養展示事業の対象馬になる事無く処分される馬も多い。
先に挙げた米国の例のほかにも、特に競馬の盛んなイギリスのような国家では馬の繁用が難しくなったときには人道的な安楽死が求められ、屠殺に強い拒否感・嫌悪感を示す。食のタブーなど社会的な事情にも絡んだこの問題だが、日本ではペットとしてみなされ、まず屠殺されることなど無い犬や猫（ただし保健所では捨て犬、捨て猫、野良が大量に処分されている）が、中国、韓国などそれらを食べる文化を持つ地域では日常的に屠殺され、食肉市場に流通している状態と対比させると理解しやすい（→犬食文化）。こういった食文化の違いに端を発する動物の屠殺にまつわる文化摩擦は世界各地に多々存在する。

## 鶏の屠殺
日本では、まず、鶏を意識のある状態で逆さ吊り（懸鳥）し、その後、電気水槽で気絶処置（スタニング）を行い、続いて首の切断（放血）をするという方法、もしくは気絶処置無しで懸鳥→首の切断、という方法が一般的である。諸外国では、ガスで気絶処置を行った後で懸鳥→首の切断、という方法が行われることもある。これらの作業は一連の流れ作業で行われるが、このラインの処理速度が速いと動物福祉に悪影響を及ぼす。米国では速度を制限している。
逆さ吊り（懸鳥）は家禽にストレスを与えることが知られている。また気絶処置なしでの放血は動物福祉上問題があるとして、EU指令「殺害時における動物の保護について」の中では禁止されている。また日本国内においても、「動物の殺処分方法に関する指針」の中で、動物の殺し方について「できる限り動物に苦痛を与えない方法で意識の喪失状態にしたのちに、心機能又は肺機能を停止させる」と気絶処置が推奨されている。

### 気絶処置なしの首の切断
意識のある状態で逆さ吊り（懸鳥）され、そのまま首が切断される。気絶処置のない屠殺は動物が不安・痛み・苦痛および他の苦しみを感じることができる状態であり深刻な福祉問題が起こりやすく、2本の頸動脈を切断した場合、意識の喪失までに60秒、1 本の頸動脈切断で122秒、２本の外頸静脈切断で185秒、1本の外頸静脈切断で233秒かかるとされている。

### 電気水槽式気絶処置
懸鳥後に電気が流れる水槽へ1羽1羽順々に頭部が浸かっていき気絶させる、その後に首の切断（放血）が行われる。電気水槽式スタナーの場合、複数の鶏が水に浸かるため個々に電流を受ける強さが異なり、すべての鶏が意識を失い続けるために十分な電流が受けられるとは限らなかったり、逃れようと頭をもたげているときに水槽を通過すると感電がないまま首を切られたりすることから、100羽のうち4羽が適正に失神できていないとされている。また、家禽がパニックで翼をばたつかせている場合、頭を水につける前に羽などを通し感電し無用な痛みが生じる可能性がある。

### ガスによる気絶処置
ガスで意識を喪失させたのちに懸鳥され、首が切断される。ガスには、二酸化炭素が使われる。高濃度（40%以上）の二酸化炭素への曝露は鶏の嫌悪感を有することが示唆されているためEU指令でこれは許されていない。二酸化炭素のみを使用する場合は40％以下で暴露し意識を失わせた後で高濃度に切り替える二層式が推奨されている。しかしながら二酸化炭素の使用は鶏へ嫌悪感を引き起こすため、動物福祉の懸念がある。このことからアルゴンや窒素といった不活化ガスの使用が、現時点では人道的とされている。哺乳動物含め鳥類は不活性ガスの化学受容体を持たないため嫌悪感を経験せず、動物福祉の観点から不活性ガスが望ましいとされている。

## 豚のと殺
豚のと殺前の気絶処理（スタニング）が行われる場合、電気、キャプティブボルト（打撃）、二酸化炭素ガスが使用されている。キャプティブボルトは不正確なため、電気のほうが優れているとされる。また二酸化炭素ガスは豚に嫌悪を与えることから、EUではその廃止が検討されている。日本では電気を使用したスタニングが中心である。豚をスタニング場所へ誘導する際に、コンベアベルトに豚が腹を乗せられて運ばれる「腹乗せコンベア」が使用されることがあるが、豚は通路から腹乗せコンベアへの移動に恐怖を覚え、パニックを起こすことがあるため適切な環境整備が必要とされる。屠殺場における豚の誘導では電気ムチが使用されることが多いが、電圧を下げて用いる場合でも電気ムチでの怖い経験を豚は覚えているため、その使用が豚に与える心理的ストレスは高い。豚スタニング後は喉刺しで、心臓から発するすべての主要な静脈と動脈を切断し放血する。電気スタニングの場合、約30秒後に豚は意識を取り戻す可能性があるため、素早く喉刺しすることが必要とされる。可逆式スタニングが一般的であるが、英国のように、二酸化炭素スタニングを用いる場合は、豚を「殺す」こと（不可逆式スタニング）が法的に義務付けている国もある。

## 日本の屠殺場における動物福祉の課題
諸外国では、たとえば鶏の屠殺場への輸送に鶏を傷つけない輸送カゴを導入したり、と殺前にマッサージを施し鶏をリラックスさせるなど、アニマルウェルフェアの取り組みが広まっている。一方日本は諸外国に比して、家畜福祉の取り組みが遅れている。国内向けの食肉消費の場合は屠殺場でのアニマルウェルフェアは求められないが、国外輸出用の食肉の場合は屠殺場でのアニマルウェルフェアが求められることがある。また、アニマルウェルフェア対応整備を輸出向けの屠殺場で行う場合は国からの補助金を得ることができるが、国内消費向けの屠殺場では補助金を得ることができない。

### 飲水
日本も加盟するWOAHの動物福祉規約「動物のと殺」では、後述するように「係留施設は、動物がいつでも飲水できる設備にすること。」との記載がある。しかし2011年に北海道帯広食肉衛生検査所などにより実施された全国の屠殺場実態調査では、牛の屠殺場で50.4％、豚の屠殺場で86.4％に飲水設備が設置されていないことがわかった。同調査では家畜の屠殺場への搬入状況も調査されており、前日搬入を行わない屠殺場は牛で約8％、豚では約5％にとどまる。このことから、日本の多くの屠殺場で長時間にわたり家畜が飲水できない状況にあることが分かる。
この問題について2017年2月27日に参議院でアニマルウェルフェアに関する質問主意書が出されたことを契機に、2017年3月8日に厚生労働省から「新設及び改築等が行われると畜場の獣畜の飲用水設備の設置について」という通知が発出され、新設及び改築の際には飲水設備の設置が促されるようになった。しかし義務ではない。
諸外国では屠殺場における動物福祉が求められており、日本から、アメリカ・カナダ・香港・オーストラリ・ブラジル・台湾・EU・ニュージーランドへ牛肉を輸出しようとする場合は、屠殺場での飲水設備が必須要件となっているが、国内向け消費については、獣畜用の飲水設備がなくても違法とはなっていない。

### 食鳥処理場での長期保管
採卵鶏を屠殺する食鳥処理場において、飲食・飲水ができず、頭を伸ばして立つことの出来ない移動カゴの中で長期にわたる保管が行われていることが2018年2月23日に国会で問題となった。これを受けて2018年に厚生労働省が行った調査では、24時間を超えて保管している割合がロットで約16％、中には3日を超えることもあることが分かった（いずれも輸送時間は含めず）。

### 生きた鳥の熱湯処理
国内外の家禽と殺において、家禽が意識ある状態での熱湯処理が行われている。日本では、食肉検査等情報還元調査の「疾病別羽数」統計によると、2020年度は肉用鶏が321,636羽、採卵鶏で221,736羽が、生きたままで熱湯処理された(生きたまま茹でられた場合、屠殺時に体から血液が排出されなかったために生じた、皮膚の赤色で識別できる)。後述するようにOIE（WOAH）の動物福祉規約では生きた鳥を熱湯処理しないように求めており、イギリスとスウェーデンでは生きた鳥の熱湯処理は法律違反にあたる。

## 屠殺の動物福祉規制

### 国際獣疫事務局（WOAH）
日本も加盟するWOAHでは、2005年に動物福祉規約「動物のと殺」が採択。2022年に同規約は改訂され、大幅な見直しが行われ、最新の科学的知見の繁栄、受け入れられない手法や手順の拡充が行われた。なお、革ベルトで動物を殴ったり動物を投げたり蹴ったり落としたりすることを容認できないとする2022年の改正案に対して、2022年改正時に日本からはこれらの行為を必要があれば容認することを求めるコメントを提出していたが、却下された。国内の肉鶏屠殺場の実態とWOAHの「動物のと殺」との間には乖離が生じており、適合させる必要性が問題提起されている。
改正動物福祉規約「動物のと殺」概要
- 屠殺場での動物取扱者は、動物福祉の知識が必要であること
- 柔らかい声とゆっくりとした動きで動物の移動を手助けし、動物に叫んだり、蹴ったりなどの暴力行為に訴えないこと
- 電気スタンガンは日常的に使用しないこと
- 到着後12時間未満の間にと殺されない動物は、給餌すること
- 係留施設は、動物がいつでも飲水できる設備にすること
- 効果的な気絶方法を行うことと、畜種ごとのその方法
- 屠殺場の時点で妊娠期間の最後の 10% にある妊娠動物は、輸送も屠殺もすべきではないこと
- 動物の尾を潰したり、ねじったり、折ったり、大きな棒、先の尖った棒、パイプ、石、柵の金網、革ベルトなどの道具で動物を殴ったり、動物を蹴ったり、投げたり、落としたりしないこと
- 動物の尾、頭、角、耳、手足、毛、毛などの体の一部のみをつかんだり、持ち上げたり、引きずったりしないこと
- 家禽などコンテナで運ばれた動物は屠殺場到着後すぐに屠殺すること
- コンテナのメッシュ(隙間）に足を挟まれている動物がいる場合、動物を解放すること
- 家禽などをコンテナから取り出すときは、両手を使い、一度に 1 匹ずつ、胴体または両足で取り出す必要がある。
- 意識のある状態での懸鳥を避ける方法を優先すること
- 有資格者が、家禽の放血後、熱湯に浸ける前に、家禽が完全に死んでいることを確認すること

### 欧州連合
EU指令「殺害時における動物の保護について(on the protection of animals at the time of killing)」の中で、屠殺場における動物福祉の監視を義務づけ、動物の扱い方について規定している。EU加盟国は、本規則の違反に罰則を定め、それらが実装されていることを保証するために必要な措置を講じなければならない。
EU指令「殺害時における動物の保護について」概要
- 屠殺前にはスタニング（気絶処理）を実施しなければならない。
- スタニングの有効性について日常的な監視をする。
- 十分な訓練を受け、認定を受けた者のみが屠殺業務に携わる。
- 屠殺場の設計においてアニマルウェルフェアに配慮すること。
- 各々の屠殺場においてアニマルウェルフェアの責任者を指名し、アニマルウェルフェア確保のための標準業務手順書を整備する。
- 係留施設は動きを制限されたりすることなく、いつでもすべての動物がきれいな水にアクセスできるように設計、構築、維持されなければならない。
- (家禽など)コンテナに収容されている動物には水を供給すること。
- 12時間以上繋留する乳牛は搾乳を行うこと。

### オランダ
オランダ食品消費者製品安全局は、屠殺場における家禽負傷率が1％を超える場合、養鶏業者と出荷のための捕獲業者に罰金を科している。また、家禽が仰向けに横たわった状態で屠殺場へ運ばれることがないよう、評価枠組みを導入している。

### ドイツ
アニマルウェルフェアを向上させるため、2024年5月24日に同国の食肉処理施設におけるビデオ録画の義務化を閣議決定している。

### スイス
2020年以降、家畜を農場内で屠殺することが認められている。これにより、家畜は輸送や見知らぬ場所で最期を過ごすという心理的ストレスが軽減される。

### アメリカ
屠殺場への輸送については28時間法（1873 年初回制定）が定められている。家畜を含む動物を州間移動させる場合、輸送車両などから家畜の係留場まで飼料、水の給与及び休息のため家畜を輸送車両などから降ろすことなく、継続して28時間以上当該車両等に積んだままの状態にしておくことを禁止するとともに、「人道的」に移動させることが義務付けられているが、「人道的」の定義がなされていないため、厳格さに欠ける。また、対象家畜に家禽は含まれていない。
屠殺については、人道的な屠畜に関する法律（1958 年制定）、連邦食肉検査法（1978年改正）、人道的な屠殺に関する規則(Humane Slaughter of Livestock Regulations(9CF R313)が定められている。人道的な屠殺に関する法律は、屠畜や屠畜場での家畜の取扱いに関する方法を定めた法律である。対象家畜は牛、馬、羊、豚等であり、家禽は含まれていない。 屠畜方法については家畜が苦痛を感じないように行うことが義務付けられている。1978 年からはこの基準を満たすことのできない外国の屠畜場で生産された食肉の輸入を禁止。搬入時に家畜が怪我をしないよう、床や管理者の取り扱い、屠畜場において常に飲料水へのアクセスや十分なスペースを設けることなどが記されている。人道的な屠殺に関する法律に基づき定められた「人道的な屠殺に関する規則」は詳細な規則で、屠殺場の収容施設や通路、スロープ等に関する要件、家畜の移動時の要件が定められており、違反すれば農務省食品安全検査局(FSIS）が、操業を停止する権限を持つ。
人道的な屠畜に関する法律の対象に家きんは含まれていないが、米国農務省食品安全検査局（USDA/FSIS）が所管する食鳥検査法（PPIA）および連邦通知（Treatment of Live Poultry Before Slaughter）により、家禽を湯漬けする前には呼吸が止まっていることなど、食鳥処理場内での人道的扱いが定められている。

### 日本
具体的な規定は存在しない。例えばEUでは、肉用牛を気絶処理する場合は、失敗を防ぐため、頭部を水平方向と垂直方向に保定することが義務付けられているが、そのような実際的な規制はない。国内において家畜を三日以上輸送する場合もあるが、アメリカのような28時間法などの輸送時の規定もない。
動物の愛護及び管理に関する法律 第四十条に「動物を殺さなければならない場合には、できる限りその動物に苦痛を与えない方法によつてしなければならない」とされている。また、同法に基づき1995年に「動物の殺処分方法に関する指針」が制定され、動物の殺し方は「できる限り動物に苦痛を与えない方法で意識の喪失状態にしたのちに、心機能又は肺機能を停止させる方法、もしくは社会的に容認されている通常の方法によること」と定められた。しかしながら「できる限り動物に苦痛を与えない方法」の方法は示されていない。また同指針は強制力のあるものでは無い。

## 廃棄率
家畜の罹病率は高く、動物疾病により、動物性タンパク質の 20%が廃棄されているという。
国内屠殺場では、家畜は「と畜検査」される。病気になっている場合は、その部分だけ廃棄して残りを食肉販売する。これを一部廃棄と呼ぶ。病気が全身に広がっていたりする場合は、すべて廃棄となる。これを全部廃棄と呼ぶ。2018年度の食肉検査等情報還元調査によると、屠殺場において一部廃棄となった牛と豚の割合はそれぞれ65％、および62％となっている。全部廃棄はそれぞれ0.9％、および0.1％である。

## 屠殺労働者への影響
屠殺作業員は、動物の殺生を許可された上で行わなければならない。この行動が作業員の幸福にどのような影響を及ぼすのか、2021年にシステマティック・レビューが発表された。この報告によると、屠殺作業員は、暴力支持的な態度に加えて、精神衛生上の問題、特にうつ病や不安症の有病率が高いことが判明した。また、屠殺場での作業と反社会的行動、特に性的な犯罪との間に関連性があることが示された（ただし、暴力犯罪との関連は確認されていない）。
米国の研究によると、頻繁に反復作業を行い、鋭利なナイフなどの危険な器具を使用する鶏・豚処理場の労働者は、他の製造業の労働者よりも手根管症候群などの筋骨格系疾患のリスクが高い。調査によると、鶏処理場の労働者の 81% が筋骨格障害のリスクが高く、豚処理場では、46％が筋骨格系障害のリスクが高くなっていた。

## 表現問題
部落問題の視点から、被差別部落民に対する差別用語であると批判されることがある。
- ATOKやMSIMEなどの日本語変換プログラムでは変換されない言葉となっている。
- マスメディアにおいては、「屠殺・屠畜（場）」は差別語[68]とされ、「食肉処理・食肉解体（場）」[69]などと言い換えられる[注 2]。
- 漫画『北斗の拳』連載時に主人公ケンシロウが極端に太った敵役(ハート)に対して「ブタは屠殺場へ行け！」と言ったセリフが、コミックスの重版の途中より「屠殺場」という表現が「ブタ小屋」に変更された。そしてその回のタイトルで使用された「屠殺人」という言葉の表現の部分もまた変更になった。また、同作中に「南斗獄屠拳」という名の技が存在したがアニメ化の際に「南斗獄殺拳」に変更されている。
- 漫画『闘将!!拉麵男』には「屠殺鬼玉王」という名のキャラクターが登場したが、コミックスの重版途中から名前が「破壊鬼玉王」に改められた。
- 漫画『トーキョーゲーム』に臓器売買のために子供を育てる敵を「地獄の屠殺人」と表現したセリフがあり、部落解放同盟・全芝浦屠場労働組合・全横浜屠場労働組合から抗議を受けた[71]。
- 梶原一騎の作品に実名で登場するアブドーラ・ザ・ブッチャーが登場する話は悪役レスラーのエピソードのため、黒人差別に加えて屠殺に関する罵倒セリフが非常に多く、復刊コミックでは大幅に差し替えられている。また、『ブッチャー』の名がそのまま『屠殺者』の意味でもある。
- アトラスのDIGITAL DEVIL SAGA アバタール・チューナーでは『大屠殺』という技が使えるが、このゲームは「敵（悪魔）を殺してその身を食べて強くなる」というシステムであるため、本来の正しい意味での使用方法であるといえる。

## 理解を深める作品
- 白土三平の漫画作品「鬼泪」（1981年）では、主人公の職場である屠畜場の様子が細かく描かれている。

映像作品
- 韓国テレビドラマ済衆院の主人公は、主に屠畜を生業とする李氏朝鮮時代の被差別民（白丁）で、劇中では牛の解体シーンもある。
- 『1900年』 - 冒頭でイタリアの女の子たちが豚の屠殺と調理を楽しみに見学する。
- 『ブタがいた教室』 - 子どもたちが教室でブタを飼うことにしたが、卒業後の始末をめぐって大論争をする。
- 『ベイブ』 - 動物に対して感傷的な態度と平行し、食肉を得るという行為の意味を示唆したシーンがややコミカルに描かれている。
- 『いのちの食べかた』 - 食べ物の大規模・大量生産の現場を描いたドキュメンタリー。鶏・豚・牛の実際の屠殺シーンあり。